# Polizeiruf 110: Die Tote aus der Saale
Die Tote aus der Saale ist ein deutscher Kriminalfilm von Marco Serafini aus dem Jahr 2005. Es ist die 270. Folge innerhalb der Filmreihe Polizeiruf 110 und der 29. Fall für Schmücke und Schneider. Eine Buchhalterin wurde kaltblütig ermordet, weil sie zu viel wusste.

## Handlung
Schmücke und Schneider werden nach Brachwitz gerufen, weil man dort eine Wasserleiche gefunden hat. Nach Aussage des Rechtsmediziners hat die Tote über einen Monat im Wasser gelegen. Die Unbekannte wurde erschossen und war in der 15. Woche schwanger. Eine Vermisstenmeldung liegt seltsamerweise nicht vor, aber Schmücke kommt das Gesicht bekannt vor. So gelingt es recht schnell, sie als eine Sophie Kehler zu identifizieren. Ein Blick in ihre Wohnung zeigt einen sehr hohen Lebensstandard, den sie sich als einfache Buchhalterin eigentlich gar nicht hätte leisten können.
Kommissar Schneider kann Hannelore Kehler, die Mutter des Opfers, ausfindig machen. Von ihr erfährt er, dass ihre Tochter die Beziehungen zu ihrem alten Freund Steffen Rosinski abgebrochen und sich angeblich neu verliebt hatte. Von dem neuen Freund wäre das Kind. Für die Kommissare Grund genug, Steffen Rosinski zu verdächtigen. Als sie herausfinden, dass sein Vater eine Pistole besitzt, bleibt er ihr Hauptverdächtiger. Anhand der letzten Handyverbindungen und der Kreditkartenbenutzung können die Ermittler den Todestag des Opfers recht genau eingrenzen. Damit hätte Rosinski jedoch ein Alibi.
Schmücke und Schneider versuchen herauszufinden, wer der Vater von Sophie Kehlers Baby ist. Es gibt Hinweise auf Dr. Achim Baumbach, den Chef von Sophie, den auch Rosinski für den Mörder an seiner Ex-Freundin hält. Rosinski bedroht daher Baumbach mit der Pistole seines Vaters, die daraufhin als die Tatwaffe identifiziert werden kann. Nach nochmaliger Analyse der Daten, die zum theoretischen Todestag von Sophie Kehler führten, bemerken die Kommissare, dass ihnen hier ein Denkfehler unterlaufen ist, sodass auch ein früheres Datum möglich ist und damit alle Alibis der Verdächtigen hinfällig sind. Auch die Tatwaffe stellt sich am Ende nicht als Rosinskis Pistole heraus, sondern als die von Achim Baumbach, der ein baugleiches Modell besitzt, die der Mörder Rosinski untergeschoben haben muss.
Von Hannelore Kehler erfahren die Ermittler, dass ihre Tochter jahrelang durch fingierte Rechnungen Geld in der Firma unterschlagen hatte. Da ihr die Beziehung zu Achim Baumbach sehr ernst war, hatte sie vor, sich selbst anzuzeigen, und einen Koffer mit Unterlagen zusammengestellt. Dieser Koffer ist allerdings nirgends auffindbar. In Verdacht gerät der Informatiker Klaus Weber, der in die Unterschlagungen mit verwickelt war. Nachdem in dessen Kofferraum Blutspuren gefunden werden, räumt er die Tat ein und wird festgenommen.

## Hintergrund
Die Tote aus der Saale wurde am 4. Dezember 2005 im Ersten zur Hauptsendezeit erstmals ausgestrahlt.
Obwohl Schmückes Partnerin Edith Reger (Marita Böhme) in der letzten Folge den Serientod starb, wohnt Schmücke noch immer bei seinem Freund und Kollegen Schneider.

## Kritik
Die Kritiker der Fernsehzeitschrift TV Spielfilm vergaben die bestmögliche Wertung (Daumen nach oben) und schrieben: „Altbewährt, solide und irgendwie gemütlich“.